# Шматко Людмила Дмитрівна
Людмила Дмитрівна Шматко (нар. 25 жовтня 1993) — українська футболістка, захисниця турецького клубу «Фомгет». 

## Життєпис
Футбольну кар'єру Людмила розпочала в Чернігові, в складі місцевого «Спартака». 
З 2012 року захищала кольори іменитого чернігівського клубу — «Легенди» .
У 2018 році виїхала до Туреччини, де підсилила новачка Першої ліги місцевого чемпіонату, ALG Spor з міста Газіантеп .